# The Last Ship (Fernsehserie)/Episodenliste
Diese Episodenliste enthält alle Episoden der US-amerikanischen Dramaserie The Last Ship, sortiert nach der US-amerikanischen Erstausstrahlung. Die Fernsehserie umfasst derzeit fünf Staffeln mit 56 Episoden.

## Übersicht
| Staffel | Episodenanzahl | Erstausstrahlung USA | Erstausstrahlung USA | Deutschsprachige Erstausstrahlung | Deutschsprachige Erstausstrahlung |
| Staffel | Episodenanzahl | Staffelpremiere      | Staffelfinale        | Staffelpremiere                   | Staffelfinale                     |
| ------- | -------------- | -------------------- | -------------------- | --------------------------------- | --------------------------------- |
| 1       | 10             | 22. Juni 2014        | 24. August 2014      | 15. Juli 2014                     | 16. September 2014                |
| 2       | 13             | 21. Juni 2015        | 6. September 2015    | 22. Juni 2015                     | 7. September 2015                 |
| 3       | 13             | 19. Juni 2016        | 11. September 2016   | 20. Juni 2016                     | 12. September 2016                |
| 4       | 10             | 20. August 2017      | 8. Oktober 2017      | 21. August 2017                   | 9. Oktober 2017                   |
| 5       | 10             | 9. September 2018    | 11. November 2018    | 10. September 2018                | 12. November 2018                 |

## Staffel 1
Die Erstausstrahlung der ersten Staffel war vom 22. Juni bis zum 24. August 2014 auf dem US-amerikanischen Kabelsender TNT zu sehen. Die deutschsprachige Erstausstrahlung sendete der deutsche Pay-TV-Sender TNT Serie vom 15. Juli bis zum 16. September 2014.
| Nr. (ges.) | Nr. (St.) | Deutscher Titel          | Originaltitel                 | Erstausstrahlung USA | Deutschsprachige Erstausstrahlung (D) | Regie                | Drehbuch                          | Quoten (USA) |
| ---------- | --------- | ------------------------ | ----------------------------- | -------------------- | ------------------------------------- | -------------------- | --------------------------------- | ------------ |
| 1          | 1         | Phase sechs              | Phase Six                     | 22. Juni 2014        | 15. Juli 2014                         | Jonathan Mostow      | Hank Steinberg & Steven Kane      | 5,33 Mio.    |
| 2          | 2         | Willkommen in Guantanamo | Welcome to Gitmo              | 29. Juni 2014        | 22. Juli 2014                         | Jack Bender          | Hank Steinberg & Josh Schaer      | 4,65 Mio.    |
| 3          | 3         | Hoheitsgewässer          | Dead Reckoning                | 6. Juli 2014         | 29. Juli 2014                         | Jack Bender          | Steven Kane                       | 4,09 Mio.    |
| 4          | 4         | Durststrecke             | We’ll Get There               | 13. Juli 2014        | 5. Aug. 2014                          | Jack Bender          | Quinton Peeples                   | 4,56 Mio.    |
| 5          | 5         | Die Jagd                 | El Toro                       | 20. Juli 2014        | 12. Aug. 2014                         | Paul Holahan         | Hank Steinberg & Cameron Welsh    | 4,06 Mio.    |
| 6          | 6         | Quarantäne               | Lockdown                      | 27. Juli 2014        | 19. Aug. 2014                         | Sergio Mimica-Gezzan | Hank Steinberg                    | 4,36 Mio.    |
| 7          | 7         | SOS                      | SOS                           | 3. Aug. 2014         | 26. Aug. 2014                         | Michael Katleman     | Jessica Butler & Jill Blankenship | 4,15 Mio.    |
| 8          | 8         | Voller Einsatz           | Two Sailors Walk Into a Bar … | 10. Aug. 2014        | 2. Sep. 2014                          | Michael Katleman     | Josh Schaer & Cameron Welsh       | 4,61 Mio.    |
| 9          | 9         | Der Härtetest            | Trials                        | 17. Aug. 2014        | 9. Sep. 2014                          | Jack Bender          | Onalee Hunter Hughes              | 4,12 Mio.    |
| 10         | 10        | Festland in Sicht        | No Place Like Home            | 24. Aug. 2014        | 16. Sep. 2014                         | Brad Turner          | Steven Kane                       | 4,38 Mio.    |

## Staffel 2
Die Erstausstrahlung der zweiten Staffel war vom 21. Juni bis zum 6. September 2015 auf dem US-amerikanischen Kabelsender TNT zu sehen. Die deutschsprachige Erstausstrahlung sendete der deutsche Pay-TV-Sender TNT Serie vom 22. Juni bis zum 7. September 2015.
| Nr. (ges.) | Nr. (St.) | Deutscher Titel            | Originaltitel        | Erstausstrahlung USA | Deutschsprachige Erstausstrahlung (D) | Regie                | Drehbuch                          | Quoten (USA) |
| ---------- | --------- | -------------------------- | -------------------- | -------------------- | ------------------------------------- | -------------------- | --------------------------------- | ------------ |
| 11         | 1         | Stadt im Chaos             | Unreal City          | 21. Juni 2015        | 22. Juni 2015                         | Jack Bender          | Hank Steinberg & Steven Kane      | 2,94 Mio.    |
| 12         | 2         | Kampf ums Schiff           | Fight the Ship       | 21. Juni 2015        | 22. Juni 2015                         | Jack Bender          | Hank Steinberg & Steven Kane      | 2,94 Mio.    |
| 13         | 3         | Die Auserwählten           | It’s Not a Rumor     | 28. Juni 2015        | 29. Juni 2015                         | Tim Matheson         | Hank Steinberg                    | 3,28 Mio.    |
| 14         | 4         | Neue Hoffnung              | Solace               | 5. Juli 2015         | 6. Juli 2015                          | Sergio Mimica-Gezzan | Steven Kane                       | 2,62 Mio.    |
| 15         | 5         | Achilles                   | Achilles             | 12. Juli 2015        | 13. Juli 2015                         | Jack Bender          | Mark Malone                       | 3,00 Mio.    |
| 16         | 6         | Dem Feind auf der Spur     | Long Day’s Journey   | 19. Juli 2015        | 20. Juli 2015                         | Paul Holahan         | Steven Kane                       | 3,02 Mio.    |
| 17         | 7         | Allein unter Wölfen        | Alone and Unafraid   | 26. Juli 2015        | 27. Juli 2015                         | Nelson McCormick     | Jill Blankenship & Jessica Butler | 2,96 Mio.    |
| 18         | 8         | In Sicherheit              | Safe Zone            | 2. Aug. 2015         | 3. Aug. 2015                          | Hank Steinberg       | Hank Steinberg                    | 2,86 Mio.    |
| 19         | 9         | Die Last der Verantwortung | Uneasy Lies the Head | 9. Aug. 2015         | 10. Aug. 2015                         | Peter Weller         | Nic Van Zeebroeck                 | 2,98 Mio.    |
| 20         | 10        | Aus den eigenen Reihen     | Friendly Fire        | 16. Aug. 2015        | 17. Aug. 2015                         | Mario van Peebles    | Onalee Hunter Hughes              | 2,81 Mio.    |
| 21         | 11        | Das Netzwerk               | Valkyrie             | 23. Aug. 2015        | 24. Aug. 2015                         | Olatunde Osunsanmi   | Steven Kane                       | 2,69 Mio.    |
| 22         | 12        | Vernichtet sie!            | Cry Havoc            | 30. Aug. 2015        | 31. Aug. 2015                         | Greg Beeman          | Mark Malone & Nic Van Zeebroeck   | 2,96 Mio.    |
| 23         | 13        | Vereinigung                | A More Perfect Union | 6. Sep. 2015         | 7. Sep. 2015                          | Jack Bender          | Anne Cofell-Saunders              | 2,75 Mio.    |

## Staffel 3
Die Erstausstrahlung der dritten Staffel war vom 19. Juni bis 11. September 2016 auf dem US-amerikanischen Kabelsender TNT zu sehen. Die deutschsprachige Erstausstrahlung sendete der deutsche Pay-TV-Sender TNT Serie vom 20. Juni bis zum 12. September 2016.
| Nr. (ges.) | Nr. (St.) | Deutscher Titel        | Originaltitel    | Erstausstrahlung USA | Deutschsprachige Erstausstrahlung (D) | Regie            | Drehbuch                                | Quoten (USA) |
| ---------- | --------- | ---------------------- | ---------------- | -------------------- | ------------------------------------- | ---------------- | --------------------------------------- | ------------ |
| 24         | 1         | Der Scott-Effekt       | The Scott Effect | 19. Juni 2016        | 20. Juni 2016                         | Michael Katleman | Steven Kane                             | 1,79 Mio.    |
| 25         | 2         | Aufgehende Sonne       | Rising Sun       | 19. Juni 2016        | 20. Juni 2016                         | Michael Katleman | Hank Steinberg                          | 1,78 Mio.    |
| 26         | 3         | Vampire                | Shanzai          | 26. Juni 2016        | 27. Juni 2016                         | Paul Holahan     | Jorge Zamacona                          | 2,42 Mio.    |
| 27         | 4         | Hausbesuch             | Devil May Care   | 3. Juli 2016         | 4. Juli 2016                          | Paul Holahan     | Nic Van Zeebroeck                       | 1,97 Mio.    |
| 28         | 5         | Minenfeld              | Minefield        | 10. Juli 2016        | 11. Juli 2016                         | Peter Weller     | Mark Malone                             | 2,50 Mio.    |
| 29         | 6         | Wer suchet, der findet | Dog Day          | 17. Juli 2016        | 18. Juli 2016                         | Michael Nankin   | Jill Blankenship & Onalee Hunter Hughes | 2,35 Mio.    |
| 30         | 7         | In der Dunkelheit      | In the Dark      | 24. Juli 2016        | 25. Juli 2016                         | Steven Kane      | Katie Swain                             | 2,46 Mio.    |
| 31         | 8         | Umbruch                | Sea Change       | 31. Juli 2016        | 1. Aug. 2016                          | Jennifer Lynch   | Sarah H. Haught                         | 2,40 Mio.    |
| 32         | 9         | Paradies               | Eutopia          | 14. Aug. 2016        | 15. Aug. 2016                         | Paul Holahan     | Jorge Zamacona                          | 2,00 Mio.    |
| 33         | 10        | Ferngesteuert          | Scuttle          | 21. Aug. 2016        | 22. Aug. 2016                         | Mairzee Almas    | Ira Parker                              | 2,32 Mio.    |
| 34         | 11        | Vermächtnis            | Legacy           | 28. Aug. 2016        | 29. Aug. 2016                         | Paul Holahan     | Hiram Martinez                          | 2,54 Mio.    |
| 35         | 12        | Widerstand             | Resistance       | 4. Sep. 2016         | 5. Sep. 2016                          | Anton Cropper    | Mark Malone & Nic Van Zeebroeck         | 2,13 Mio.    |
| 36         | 13        | Blick nach vorn        | Don’t Look Back  | 11. Sep. 2016        | 12. Sep. 2016                         | Peter Weller     | Jill Blankenship & Onalee Hunter Hughes | 2,27 Mio.    |

## Staffel 4
Die Erstausstrahlung der vierten Staffel ist seit dem 20. August 2017 auf dem US-amerikanischen Kabelsender TNT zu sehen.  Die deutschsprachige Erstausstrahlung sendet der deutsche Pay-TV-Sender TNT Serie seit dem 21. August 2017.
| Nr. (ges.) | Nr. (St.) | Deutscher Titel             | Originaltitel            | Erstausstrahlung USA | Deutschsprachige Erstausstrahlung (D) | Regie        | Drehbuch                                                           | Quoten (USA) |
| ---------- | --------- | --------------------------- | ------------------------ | -------------------- | ------------------------------------- | ------------ | ------------------------------------------------------------------ | ------------ |
| 37         | 1         | In Medias Res               | In Medias Res            | 20. Aug. 2017        | 21. Aug. 2017                         | Paul Holahan | Steven Kane                                                        | 1,87 Mio.    |
| 38         | 2         | Die Säulen des Herkules     | The Pillars of Hercules  | 20. Aug. 2017        | 21. Aug. 2017                         | Reza Tabrizi | Onalee Hunter                                                      | 1,65 Mio.    |
| 39         | 3         | Brot und Spiele             | Bread and Circuses       | 27. Aug. 2017        | 28. Aug. 2017                         | Bobby Roth   | Ira Parker                                                         | 1,65 Mio.    |
| 40         | 4         | Nostos                      | Nostos                   | 3. Sep. 2017         | 4. Sep. 2017                          | Kenneth Fink | Jill Blankenship                                                   | 1,67 Mio.    |
| 41         | 5         | Loyalität                   | Allegiance               | 10. Sep. 2017        | 11. Sep. 2017                         | Steven Kane  | Michael Sussman                                                    | 1,46 Mio.    |
| 42         | 6         | Sturm                       | Tempest                  | 17. Sep. 2017        | 18. Sep. 2017                         | Peter Weller | Katie Swain                                                        | 1,58 Mio.    |
| 43         | 7         | Festmahl                    | Feast                    | 24. Sep. 2017        | 25. Sep. 2017                         | Bill Roe     | Hiram Martinez                                                     | 1,54 Mio.    |
| 44         | 8         | Geister                     | Lazaretto                | 1. Okt. 2017         | 2. Okt. 2017                          | Paul Holahan | Jill Blankenship Idee: Sean Cook                                   | 1,34 Mio.    |
| 45         | 9         | Suchen, Täuschen, Zerstören | Detect, Deceive, Destroy | 8. Okt. 2017         | 9. Okt. 2017                          | Lukas Ettlin | Onalee Hunter Hughes Idee: Onalee Hunter Hughes & Jill Blankenship | 1,34 Mio.    |
| 46         | 10        | Konfrontationskurs          | Endgame                  | 8. Okt. 2017         | 9. Okt. 2017                          | Peter Weller | Hiram Martinez & Ira Parker                                        | 1,20 Mio.    |

## Staffel 5
Im September 2016 wurde die Serie um eine fünfte Staffel verlängert. Die Erstausstrahlung der fünften Staffel ist seit dem 9. September 2018 auf dem US-amerikanischen Kabelsender TNT zu sehen.  Die deutschsprachige Erstausstrahlung sendet der deutsche Pay-TV-Sender TNT Serie seit dem 10. September 2018.
| Nr. (ges.) | Nr. (St.) | Deutscher Titel            | Originaltitel    | Erstausstrahlung USA | Deutschsprachige Erstausstrahlung (D) | Regie        | Drehbuch                                | Quoten (USA) |
| ---------- | --------- | -------------------------- | ---------------- | -------------------- | ------------------------------------- | ------------ | --------------------------------------- | ------------ |
| 47         | 1         | Casus Belli                | Casus Belli      | 9. Sep. 2018         | 10. Sep. 2018                         | Paul Holahan | Steven Kane                             | 1,26 Mio.    |
| 48         | 2         | Zum Kampf gerüstet         | Fog of War       | 16. Sep. 2018        | 17. Sep. 2018                         | Jann Turner  | Jill Blankenship                        | 1,31 Mio.    |
| 49         | 3         | Die Brücke                 | El Puente        | 23. Sep. 2018        | 24. Sep. 2018                         | Mark Malone  | Bill Roe                                | 1,40 Mio.    |
| 50         | 4         | Der Wendekreis des Krebses | Tropic Of Cancer | 30. Sep. 2018        | 1. Okt. 2018                          | Bud Kremp    | Katie Swain                             | 1,20 Mio.    |
| 51         | 5         | Krieger                    | Warriors         | 7. Okt. 2018         | 8. Okt. 2018                          | Peter Weller | Jill Blankenship & Onalee Hunter Hughes | 1,05 Mio.    |
| 52         | 6         | Abwärts                    | Air Drop         | 14. Okt. 2018        | 15. Okt. 2018                         | Paul Holahan | Ira Parker                              | 1,21 Mio.    |
| 53         | 7         | Camp X                     | Somos La Sangre  | 21. Okt. 2018        | 22. Okt. 2018                         | Peter Weller | Hiram Martinez                          | 1,30 Mio.    |
| 54         | 8         | Ehre                       | Honor            | 28. Okt. 2018        | 29. Okt. 2018                         | Paul Holahan | Onalee Hunter Hughes                    | 1,12 Mio.    |
| 55         | 9         | Bestien                    | Courage          | 4. Nov. 2018         | 5. Nov. 2018                          | Peter Weller | Mark Malone & Katie Swain               | 1,13 Mio.    |
| 56         | 10        | Hingabe                    | Commitment       | 11. Nov. 2018        | 12. Nov. 2018                         | Steven Kane  | Steven Kane                             | 1,15 Mio.    |